# Frații Karamazov (film din 1969)
Frații Karamazov (în rusă Братья Карамазовы, transliterat: Bratia Karamazovî) este un film sovietic din 1969 regizat de Kirill Lavrov, Ivan Pîriev și Mihail Ulianov. Este inspirat din romanul omonim din 1880 al celebrului autor rus Feodor Dostoievski. A fost nominalizat la Premiul Oscar pentru cel mai bun film străin. El a concurat, de asemenea, la ediția a VI-a a Festivalului Internațional de Film de la Moscova, obținând un premiu special pentru contribuția lui Pîriev.

## Distribuție
- Mihail Ulianov — Dmitri Karamazov
- Lionella Pîrieva — Grușenka
- Kirill Lavrov — Ivan Karamazov
- Andrei Miagkov — Alioșa Karamazov
- Mark Prudkin — Feodor Pavlovici Karamazov
- Svetlana Korkoșko — Ekaterina Ivanovna
- Valentin Nikulin — Pavel Smerdeakov
- Pavel Pavlenko — bătrânul Zosima
- Andrei Abrikosov — Kuzma Kuzmici Samsonov
- Ghennadi Iuhtin — părintele Paisie
- Anatoli Adoskin — judecătorul de instrucție
- Rada Volșaninova — țiganca
- Tamara Nosova — Maria Kondratievna
- Nikita Podgornîi — Mihail Osipovici Rakitin
- Ivan Lapikov — Leagavîi

## Lansare
Frații Karamazov a fost lansat în anul 1969 și a avut parte de un mare succes comercial, fiind vizionat de 26,8 milioane de spectatori în cinematografele din Uniunea Sovietică. A fost cel mai vizionat film la cinematografele din URSS în anul 1969.